# Evropská silnice E72
Mezinárodní silnice E72 je evropská silnice nacházející se pouze ve Francii, vede z Bordeaux do Toulouse. Její celková délka je 242 km.